# オオアリ属
オオアリ属（Camponotus）は、ヤマアリ亜科の一属。これまでに亜種を合わせて1500種以上が記載されている。

## 形態
体長2.5mmから20mmまで様々なサイズがあるが、4mm以上の中、大型種が多く、地上を徘徊するものが多いため、目につきやすい。触角は12節。複眼が発達している。働きアリに単眼はない。触角挿入部は頭盾後縁部から離れている。日本の種は胸部背縁は側方から見て前胸から前伸腹節にかけて弧をえがく。腹柄節は厚い鱗片状で，歯状突起を持たない。同種間でも働きアリのサイズの変異が大きく、大型と小型で形態が異なる場合が多い。特に形態の差が大きい場合、大型を兵アリとも呼ぶ。

## 分類
世界のオオアリ属のリストはList_of_Camponotus_speciesを参照。

### 日本産オオアリ属
日本では学名未決定種１種を含め29種が知られている。ヒラズオオアリ亜属は独立した属として扱われることがある。
オオアリ亜属 Camponotus s.str.
- ニシムネアカオオアリ Camponotus hemichlaena Yasumatsu & Brown, 1951
- クロオオアリ Camponotus japonicus Mayr, 1866
- ムネアカオオアリ Camponotus obscuripes Mayr, 1879
- カラフトクロオオアリ Camponotus sachalinensis Forel, 1904  とされていたが、Camponotus herculeanus のシノニムとされる[5]。
- ケブカクロオオアリ Camponotus yessensis Yasumatsu and Brown, 1951
- オキナワクロオオアリCamponotus senkakuensisterayama, 2013

アメイロオオアリ亜属 Tanaemyrmex
- アカヨツボシオオアリ Camponotus albosparsus Bingham, 1903
- ミヤコオオアリ Camponotus friedae Forel, 1912
- アメイロオオアリ Camponotus devestivus Wheeler, 1928
- ユミセオオアリ Camponotus kaguya Terayama, 1999
- ケブカアメイロオオアリ Camponotus monju Terayama, 1999
- ハラグロアメイロオオアリ Camponotus.sp

ミカドオオアリ亜属 Paramyrmamblys
- ツヤミカドオオアリ Camponotus amamianus Terayama, 1991
- ミカドオオアリ Camponotus kiusiuensis Santschi, 1937

ヨツボシオオアリ亜属 Myrmentoma
- クサオオアリ Camponotus keihitoi Forel, 1913
- ケブカツヤオオアリ Camponotus nipponensis Santschi, 1937
- ヨツボシオオアリ Camponotus quadrinotatus Forel, 1886

ウメマツオオアリ亜属 Myrmamblys
- ホソウメマツオオアリ Camponotus bishamon Terayama, 1999
- ダイトウオオアリ Camponotus daitoensis Terayama, 1999
- イトウオオアリ Camponotus itoi Forel, 1912
- イオウヨツボシオオアリ Camponotus iwoensis Terayama & Kubota, 2011
- クニガミオオアリ Camponotus kunigamiensis Terayama, 2013
- ナワヨツボシオオアリ Camponotus nawai Ito, 1914
- オガサワラオオアリ Camponotus ogasawarensis Terayama & Satoh, 1990
- ヤマヨツボシオオアリ Camponotus yamaokai Terayama & Satoh, 1990
- ウスキオオアリ Camponotus yambaru Terayama, 1999
- ウメマツオオアリ Camponotus vitiosus Smith F., 1874

ヒラズオオアリ属 Colobopsis
- ヒラズオオアリ Colobopsis nipponicus　Wheeler, 1928
- アカヒラズオオアリ Colobopsis shohki　Terayama, 1999